# Володимир Красне Сонечко

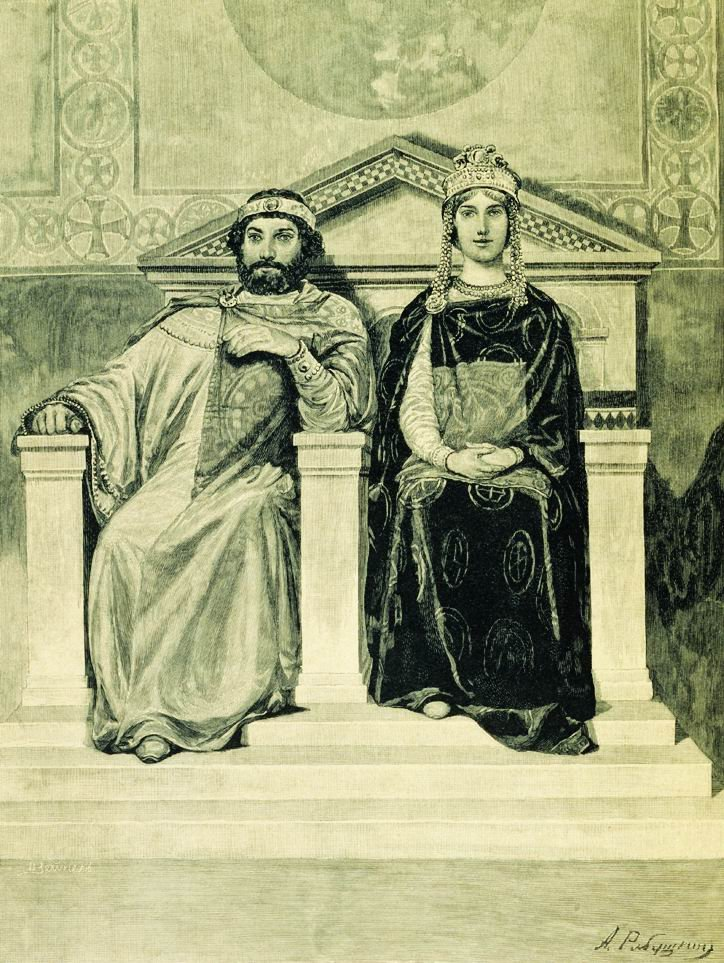
«Володимир Красне Сонечко і його дружина Апраксія Королевична». 1895. Ілюстрація до книги «Руські билинні богатирі».

Володимир Красне Сонечко — персонаж билин київського циклу, прототипом якого ймовірно є Володимир Святославич.
Його прикметник Красне за змістом збігається з гарним (красно, прекрасно - давньоукраїнська мова) чи ясним сонцем. На складання образу вплинув Володимир Святославич — київський князь, одна з ключових фігур билин київського циклу, що об'єднує багатьох руських богатирів. Билинний князь Володимир не є точним віддзеркаленням історичної постаті Володимира Святославича. Він є їхнім главою, але, разом з тим, сам він не має жодних прав зватися богатирем. Його можна сприймати як народне відображення, синтез декількох історичних особистостей, або ж як зовсім міфічну особу. Він полюбляє у час небезпеки користуватися послугами богатирів, пригощаючи їх за це, проте, разом з тим, не бажаючи ризикувати власним життям, а часом він і чинить з богатирями несправедливо. З точки зору Ореста Міллера, хороші і погані риси билинного князя Володимира могли скластися під різними впливами. Відомо, наприклад, що важкою працею народ вважає тільки працю фізичну, якою не займаються владарі. І Сонце повільно рухається небом, перебуваючи у стані спокою в бездіяльності, і без всіляких зусиль зі свого боку посилає на землю свої промені; та нерідко воно буває пекучим і злісним. Звідси, можливо, деякі риси в особі билинного князя Володимира, доповнені відображенням стародавнього історичного деспотизму патріархальних часів, або ж впливом візантійських поглядів на необмежену верховну владу, або спогадами епохи Івана Грозного.
Володимир, окрім билин, також виступає головною дійовою особою ще й у вірші про Голубину книгу; він носить там імена: Володар, Володимер, Володимир Сиславич, Володумор; замінює він також Волота або Волотомана у «Єрусалимській бесіді» або «Повісті града Єрусалима», де ім'я Володимир, більш популярне і улюблене народом, витіснило собою більш давнє «Волот» або «Волотоман».

## Образи у кіно
- Ілля Муромець (1956; СРСР) режисер Олександр Птушко, у ролі Володимира Андрій Абрикосов.
- Руслан і Людмила (1972; СРСР) режисер Олександр Птушко, у ролі Володимира Андрій Абрикосов.

## У мультфільмах
- Василиса Мікулішна (1975; СРСР) режисер Роман Давидов, Володимира озвучив Володимир Басов.
- Альоша Попович і Тугарин Змій (2004; Росія) режисер Костянтин Бронзит, Володимира озвучив Сергій Маковецький.
- Князь Володимир (2006; Росія) режисер Юрій Кулаков, Володимира озвучував Сергій Безруков.
- Добриня Микитич та Змій Горинич (2006; Росія) режисер Ілля Максимов, Володимира озвучив Сергій Маковецький.
- Ілля Муромець і Соловей Розбійник (2007; Росія) режисер Володимир Торопчин, Володимира озвучив Сергій Маковецький.
- Три богатирі та Шамаханська цариця (2010; Росія) режисер Сергій Глезін, Володимира озвучив Сергій Маковецький.
- Три богатирі на далеких берегах (2012; Росія) режисер Костянтин Феоктистов, Володимира озвучив Сергій Маковецький.
- Три богатирі. Хід конем (2015; Росія) режисер Костянтин Феоктистов, Володимира озвучив Сергій Маковецький.
- Три богатирі і Морський Цар (2017; Росія) режисер Костянтин Феоктистов, Володимира озвучив Сергій Маковецький.